# Février 1842

## Événements
- 1er février (Algérie) : Thomas-Robert Bugeaud prend Tlemcen.

- 7 février, France : le projet de la loi sur les chemins de fer est présenté à la Chambre. La discussion s'ouvre le 26 avril, sur le rapport de Jules Dufaure et dure quinze jours. L'amendement d’Adolphe Thiers, qui substitue une ligne unique (de la frontière belge à Marseille) au réseau de neuf lignes (six proposées par le projet, et trois ajoutées par la commission) est rejeté par 255 voix contre 152. L'ensemble est adopté par 255 voix contre 83. Contrairement à ce que dit Charles de Rémusat, Tanneguy Duchâtel joue un rôle important dans le débat. Les circonstances, au reste (expérience faite de l'impuissance des compagnies concessionnaires; charges financières trop lourdes de l'État entraînées par la crise de 1840) imposent une solution mixte entre les principes absolus de l'entreprise d'État et de l'entreprise privée. - Il est curieux que Rémusat qui avait pris tant de place dans les discussions de 1837 et de 1838, n'intervient pas dans la question en 1842.

- 9 février : le gouvernement septembriste est renversé au Portugal à la faveur d’un mouvement insurrectionnel parti de Porto le 14 janvier.Costa Cabral devient président du conseil.
  - Retour à la Charte de 1826, sous la dictature des frères Cabral (fin en 1846) : libéralisme privilégiant les intérêts de la bourgeoisie marchande ou de la nouvelle aristocratie enrichie par l’achat des biens nationaux.
  - Les chartistes veulent maintenir le pays dans le marché international, en sauvant les restes de l’empire colonial.

- 10 février : Traité de Grand-Bassam. Installation de comptoirs français en Côte d'Ivoire.

- 15 février, France : lors d’un débat sur la réforme électorale, Alphonse de Lamartine prononce un célèbre discours comparant la monarchie de Juillet à une borne : « On dirait, à les entendre, que le génie des hommes politiques ne consiste qu’en une seule chose, à se poser là sur une position que le hasard ou la révolution leur a faite, et à y rester immobiles, inertes, implacables […] si c’était là, en effet, tout le génie de l’homme d’État chargé de diriger un gouvernement, mais il n’y aurait pas besoin d’hommes d’État, une borne y suffirait. »

- 17 février : le chancelier Pasquier est élu à l'Académie française contre Alfred de Vigny. Pierre-Simon Ballanche est élu à un autre fauteuil.

## Naissances
- 6 février : Jean-Baptiste Gabarra, religieux catholique et historien local français († 3 juin 1925).
- 10 février : Agnes Mary Clerke (morte en 1907), astronome et écrivain scientifique irlandaise.
- 21 février : Joseph Hellebaut, militaire et homme politique belge († 17 mars 1924).
- 23 février : Carl Liebermann (mort en 1914), chimiste allemand.
- 24 février : Émile Charles Albert Brugsch (mort en 1930), égyptologue allemand.
- 25 février : Karl May, écrivain allemand († 1912).
- 26 février : Camille Flammarion (mort en 1925), astronome et vulgarisateur scientifique français.

## Décès
- 5 février : Gérard Buzen, général et homme politique belge (° 22 septembre 1784).
- 8 février : Léonard Pycke, avocat et homme politique belge (° 17 mai 1781).